# 六道沟镇
六道沟镇，是中华人民共和国吉林省白山市临江市下辖的一个乡镇级行政单位。

## 行政区划
六道沟镇下辖以下地区：
铜山第一社区、铜山第二社区、铜山第三社区、铜山第四社区、铜山第五社区、六道沟第一社区、六道沟第二社区、宝山社区、砬台村、桦皮村、夹皮沟村、西马村、东马村、七道沟村、向阳村、大杨树村、经建村、仁德村、铜山村、火绒沟村、六道沟村、曲柳树村、错草顶子村、南岗村、下乱泥塘村和三道洋岔村。